# Fernet-Branca
Il Fernet-Branca è un amaro italiano composto da 27 erbe e spezie provenienti da quattro continenti, prodotto dal 1845 dalla famiglia Branca di Milano. Appartiene alla famiglia dei fernet.
Una versione del Fernet-Branca aromatizzata alla menta è prodotta e commercializzata dal 1965 con il nome Brancamenta.

## Storia

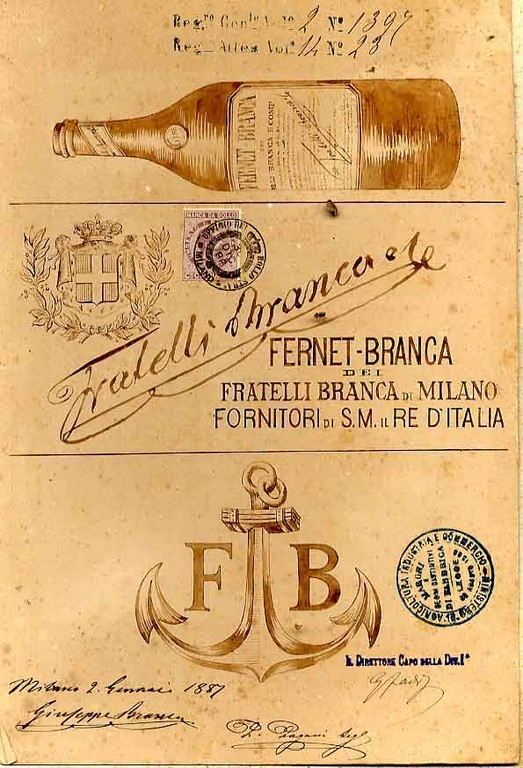
Marchio di fabbrica Fernet-Branca dei fratelli Branca di Milano fornitori di S.M. il re d'Italia

La ricetta del primo fernet italiano risale al 1842, con la denominazione Fernet Vittone.
L'amaro Fernet-Branca fu invece inventato nel 1845 nella sua drogheria di Milano da Bernardino Branca (1802-1886), originario di Pallanza (VB) in Piemonte, che poi fondò lo stabilimento per la produzione industriale, dando vita all'azienda di famiglia con il fratello Stefano nel 1862. La ricetta è stata mantenuta segreta e tramandata di padre in figlio; la produzione è sempre rimasta a Milano presso la Fratelli Branca Distillerie, che lo esporta in tutto il mondo.

## Caratteristiche e varianti
Tra gli ingredienti figurano cannella, aloe, rabarbaro, camomilla, cinchona, zedoaria, galanga, tiglio, arancia amara, iris, zafferano e mirra, in una base di alcool di vite. Tutte le componenti delle erbe entrano a far parte della formula di Fernet-Branca: fiori, foglie, radici e fusti con cui si producono infusi alcolici, estratti e decotti che, opportunamente miscelati, conservano le benefiche proprietà che si trovano nel prodotto. Successivamente viene maturato con un invecchiamento di almeno un anno in botti di rovere.
La gradazione alcolica è stata progressivamente ridotta da 46° agli attuali 39°.
Fernet-Branca è servito di solito come digestivo dopo un pasto, ma può essere anche gustato liscio a temperatura ambiente, con ghiaccio, con il caffè o in aggiunta alla cola.
Verso la metà del Novecento era ancora in commercio un Fernet 914 medicinale, dalle proprietà considerate ricostituenti.
Il Brancamenta è una versione aromatizzata con menta del Fernet-Branca, prodotta dal 1965.
Il Fernet-Branca è molto popolare in Argentina, dove ha sede uno stabilimento dell'azienda, soprattutto tra il pubblico giovane. Lì viene bevuto quasi sempre mescolato con Coca-Cola e con ghiaccio. Il Branca Menta viene invece mescolato alla Sprite.

## Campagne pubblicitarie
Sono famose nella storia della pubblicità le campagne televisive del Fernet-Branca: dal Carosello di Fernet-Branca degli anni sessanta, con il filmato animato con la plastilina (clay animation) dell'animatrice Fusako Yusaki, al motto "Sopra tutto Fernet-Branca" e all'utilizzo costante dell'aquila, icona dell'azienda Branca nel celebre marchio del "Mondo" Branca, creato nel 1895 da Leopoldo Metlicovitz. La versione Branca Menta ha invece avuto una sua connotazione pubblicitaria, diversa dalla versione classica: lo spot che lo ha pubblicizzato per molti anni, infatti, mostrava la scolpitura nel ghiaccio di un rozzo bicchiere in cui veniva servito.

## Origine del nome

Pubblicità del Fernet-Branca ad un angolo di Corso Garibaldi a Milano

- Spesso viene riferito che fernet deriverebbe dalla locuzione milanese fer net, cioè ferro pulito, dalla piastra di ferro rovente che si usava nella preparazione del liquore.
- Il curatore del Dizionario Moderno del 1905 Alfredo Panzini, incuriosito dal nome fernet, chiese chiarimenti sull'origine del termine alla famiglia Branca: «ma la mia curiosità filologica - scrisse - nei loro volti si rifletteva non so se come ozio o stravaganza di letterato».[7]